# 会津征伐
会津征伐（あいづせいばつ）は、慶長5年（1600年）に徳川家康によって行われた会津の大名上杉景勝征伐のことである。上杉征伐、会津攻めとも称される。この会津征伐が関ヶ原の戦いの幕開けとなった。

## 発端まで
慶長3年（1598年）3月、蒲生騒動を受けて豊臣秀吉は蒲生秀行を会津から宇都宮に移封させて五大老の1人で越後の国主であった上杉景勝を会津の新領主とした。ところが、8月になって秀吉が死去してしまう。その後、秀吉から生前、嫡子・豊臣秀頼が成人するまでの間、政治を託された徳川家康が台頭する。秀吉死後の家康の動向を以下にまとめる。
慶長3年（1598年）
- 8月18日。秀吉、死去。
- 10月25日。五大老・五奉行から、日本軍の朝鮮からの帰国が命じられる。11月半ばまでに撤退は完了。
- 11月26日。家康、長宗我部元親の屋敷を訪問。
- 12月3日。家康、新庄直頼の屋敷を訪問。
- 12月6日。家康、島津義久の屋敷と細川幽斎の屋敷を訪問。
- 12月11日。増田長盛の屋敷を訪問。

慶長4年（1599年）
- 1月3日。島津義弘（義久の弟）と島津忠恒（義弘の三男）の屋敷を訪問。

このように家康は諸大名の屋敷を頻繁に訪問したが、この訪問は他の大老・奉行には無断で行われており、豊臣政権の法令の一つ「傍輩のうち、その徒党を立つべからず」に反するものであった。
また家康はこの時期、他の大老・奉行に無断で諸大名との縁組を行っている。その縁組は次の通り。
- 松平忠輝（家康の六男）と五郎八姫（伊達政宗の娘）。
- 満天姫（松平康元の娘、家康の姪で養女）と福島正之（福島正則の養子）。
- 万姫（小笠原秀政の娘、家康の曾孫で養女）と蜂須賀至鎮（蜂須賀家政の嫡男）。
- かな（水野忠重の娘、家康の従妹で養女）と加藤清正。
- 栄姫（保科正直の娘、家康の姪で養女）と黒田長政。

これは豊臣政権の法令の1つ「諸大名の無許可での縁組の禁止」に違反する行為であったため、慶長4年1月19日、豊臣氏から無断婚姻の問罪使として三中老（生駒親正・中村一氏・堀尾吉晴）らが派遣された。家康は追及をかわし、2月2日に前田利家らと誓書を交わすことで和睦した。
しかし閏3月3日、利家が死去。同日、かねてから石田三成と対立関係にあった加藤清正・福島正則ら七将が、三成の大坂屋敷を襲撃した（石田三成襲撃事件）。三成は事前に襲撃を知り、佐竹義宣の助力を得て伏見城内の自邸に逃れる。なお家康邸に逃げ込んだとするのは根拠のない俗説である。その後、家康は仲裁に乗り出し、仲裁の結果、三成は五奉行から退隠、佐和山城に蟄居となる。
- 9月7日。家康、大坂へ入る。宿所は三成の屋敷。
- 9月9日。家康、重陽の節句のために大坂城に登城し、賀意を述べる。
- 9月12日。家康、宿所を三成の屋敷から石田正澄（三成の兄）の屋敷に変更。
- 9月28日。家康、大坂城西の丸に入る。
- 10月2日。家康、浅野長政・土方雄久・大野治長らが家康の暗殺を謀ったとして処罰する。長政は甲斐府中に蟄居。治長は下総、雄久は常陸にそれぞれ流罪。また、前田利長が事件に関わっているとして「加賀討伐」の噂が流れるが、利長は生母の芳春院を人質として江戸に送ることとなった。

その後、家康は豊臣氏の蔵入地を諸大名に分け与えた。
- 遠江浜松12万石の堀尾吉晴に越前府中5万石を加増。
- 丹後宮津12万石の細川忠興に豊後杵築6万石を加増。
- 美濃金山7万石の森忠政を、信濃川中島13万7000石に加増移封。
- 対馬府中1万石の宗義智に1万石を加増。

## 発端
家康の政治的影響力が強まる中、五大老の一人・上杉景勝は家臣の直江兼続に命じて神指城を築城させるなど軍事力の増強に乗り出す。この景勝の動向は、近隣の大名である最上義光や堀秀治らによって家康に報告されていた。
慶長5年3月11日、家康と景勝の関係の修復に努めていた藤田信吉が上杉家から追放される。
4月1日、家康は景勝に対して伊奈昭綱、河村長門（増田長盛の家臣）の両名を問罪使として派遣。このとき家康は西笑承兌に弾劾状をしたためさせている。その内容は景勝の軍事力増強を咎め、異心が無いのであれば誓書を差し出した上で上洛し、弁明すべきというものである。
これに対して兼続は直江状を家康に送っている。以下はその一部である。
- 「当国の儀、其の元に於て種々雑説申すに付、内府（家康）様御不審の由、尤も余儀なき儀に候」
- 「内府様又は中納言（徳川秀忠）様、御下向の由に候間、万端、御下向次第に仕る可く候」

5月3日、直江状が家康の下に届けられ、家康は同日、景勝の征伐を決する。会津征伐の先鋒は福島正則、細川忠興、加藤嘉明が任じられた。伏見城の留守には家康の家臣・鳥居元忠が任じられた。
会津征伐の決定を受けて、前田玄以や長束正家らによって征伐の中止が嘆願されたが、家康は容れなかった。また、石田三成は家康からの逗留の依頼を拒否している（三成に関しては挙兵の準備とする説もあるが、この段階で挙兵を考えていたかを疑問視して単に征伐の中止を求めた行動とする説もある）。

## 経緯
- 6月2日。関東の諸大名に対して会津征伐の陣触れが出される。
- 6月6日。大坂城西の丸にて、会津征伐における評定が開かれる。
- 6月8日。後陽成天皇より、晒布100反が家康に下賜される。
- 6月15日。天野康景と佐野綱正が家康出陣中の大坂城西の丸留守居に任じられる。同日、秀頼より黄金2万両と米2万石が、家康に下賜される。
- 6月16日。家康、大坂城より出陣する。
- 6月18日。家康、伏見城を発つ。
- 6月23日。家康、浜松に宿営。
- 6月24日。家康、島田に宿営。
- 6月25日。家康、駿府に宿営。
- 6月26日。家康、三島に宿営。
- 6月27日。家康、小田原に宿営。
- 6月28日。家康、藤沢に宿営。
- 6月29日。家康、鶴岡八幡宮に参拝して戦勝を祈願する。
- 7月2日。家康、江戸城に入る。

家康が会津に出征して畿内を留守にした間、7月2日に宇喜多秀家が出陣式を行い、7月17日に三成が大谷吉継や毛利輝元らを糾合して挙兵する。家康はその時はまだ江戸城にいた。
- 7月19日。家康、秀忠を総大将とする軍勢を会津に向けて派遣する。
- 7月21日。家康、江戸城から出陣して会津に向かう。
- 7月24日。家康、下野小山にて、鳥居元忠の急使により三成らの挙兵を知る。

三成らの挙兵を知った家康は直ちに会津征伐を中止、小山評定を開いて今後の対応を協議する。そして景勝に対しては結城秀康の軍勢を抑えとして残し、家康は反転西上して三成らの討伐に向かった。一方の景勝もこれを受けて後顧の憂いを絶つため出羽の最上義光を攻略することに方針を転換する（慶長出羽合戦）。このため徳川軍と上杉軍が直接対決することはなかった。

## 意義
上杉家の挙兵には、城地と領民を一元的に支配していた戦国大名の性癖を克服できず、新たな領国（会津）の経営に執着する余り、家康統治の新体制への対応をなおざりにするという政局認識の甘さが結果的に政策優先順位の錯誤を生み、会津征伐を起こされる羽目に陥らせたと指摘されている。